# Hoa Kỳ 13–0 Thái Lan (Giải vô địch bóng đá nữ thế giới 2019)
Hoa Kỳ 13–0 Thái Lan là trận đấu đầu tiên của bảng F tại vòng bảng Giải vô địch bóng đá nữ thế giới 2019. Trận đấu diễn ra trên Sân vận động Auguste-Delaune tại thành phố Reims vào ngày 11 tháng 6 năm 2019 giữa hai đội tuyển bóng đá nữ Hoa Kỳ và Thái Lan. Hoa Kỳ áp đảo trận đấu với chiến thắng hủy diệt 13–0, lập kỷ lục trận thắng đậm nhất từ trước đến nay trong lịch sử của giải đấu.
Huyền thoại của đội tuyển nữ Hoa Kỳ Alex Morgan đã ghi tới năm bàn thắng trong trận đấu, san bằng kỷ lục số bàn thắng nhiều nhất ghi được trong một trận đấu tại một vòng chung kết World Cup của Michelle Akers.

## Tổng quan trước trận đấu

### Hoa Kỳ
Đội tuyển Hoa Kỳ bước vào giải với tư cách là đương kim vô địch của giải đấu. Đội đủ điều kiện tham gia giải sau chức vô địch CONCACAF Women's Championship năm 2018. Huấn luyện viên đội tuyển là Jill Ellis, người đã dẫn dắt đội bóng đến chức vô địch World Cup năm 2015.

### Thái Lan
Đây là lần thứ hai liên tiếp đội tuyển Thái Lan đủ điều kiện tham gia một giải bóng đá nữ thế giới, sau lần ra mắt trước đó tại giải vô địch bóng đá nữ thế giới 2015. Đội tiến vào giải đấu với đội hình mạnh nhất vào năm đó và còn được sự bổ sung của tiền đạo Miranda Nild. Huấn luyện viên của Thái Lan khi đó là bà Nuengrutai Srathongvian. Bà đã dẫn dắt đội trong cả hai giải đấu vô địch thế giới năm 2015 và 2019. Đội bóng cũng được tỷ phú Nualphan Lamsam hậu thuẫn với tư cách trưởng đoàn và nhà tài trợ.
Kết quả bốc thăm đưa đội tuyển Thái Lan và Hoa Kỳ vào bảng F cùng với Thụy Điển và Chile.
Trước trận đấu này, đội tuyển nữ Thái Lan đã từng nhận thất bại 0–9 trước đội tuyển nữ Hoa Kỳ trong một trận đấu giao hữu vào năm 2016 tại Columbus, Ohio.

## Trận đấu

### Chi tiết
| Hoa Kỳ | 13–0     | Thái Lan |
| --- | -------- | -------- |
| - Morgan 12', 53', 74', 81', 87' - Lavelle 20', 56' - Horan 32' - Mewis 50', 54' - Rapinoe 79' - Pugh 85' - Lloyd 90+2' | Chi tiết |          |

| Hoa Kỳ | Thái Lan |

| TM               | 1  | Alyssa Naeher     |  |     |
| HV               | 5  | Kelley O'Hara     |  |     |
| HV               | 7  | Abby Dahlkemper   |  |     |
| HV               | 8  | Julie Ertz        |  | 69' |
| HV               | 19 | Crystal Dunn      |  |     |
| TV               | 16 | Rose Lavelle      |  | 57' |
| TV               | 3  | Sam Mewis         |  |     |
| TV               | 9  | Lindsey Horan     |  |     |
| TĐ               | 17 | Tobin Heath       |  | 57' |
| TĐ               | 13 | Alex Morgan       |  |     |
| TĐ               | 15 | Megan Rapinoe (c) |  |     |
| Dự bị:           |    |                   |  |     |
| ĐT               | 10 | Carli Lloyd       |  | 57' |
| ĐT               | 23 | Christen Press    |  | 57' |
| ĐT               | 2  | Mallory Pugh      |  | 69' |
| Huấn luyện viên: |    |                   |  |     |
| Jill Ellis       |    |                   |  |     |

| TM                      | 18 | Sukanya Chor Charoenying |     |     |
| HV                      | 9  | Warunee Phetwiset        |     | 71' |
| HV                      | 3  | Natthakarn Chinwong      |     |     |
| HV                      | 2  | Kanjanaporn Saengkoon    |     |     |
| HV                      | 10 | Sunisa Srangthaisong     |     |     |
| TV                      | 7  | Silawan Intamee          |     |     |
| TV                      | 20 | Wilaiporn Boothduang     |     | 35' |
| TV                      | 5  | Ainon Phancha            |     |     |
| TV                      | 12 | Rattikan Thongsombut     |     | 65' |
| TĐ                      | 21 | Kanjana Sungngoen (c)    |     |     |
| TĐ                      | 8  | Miranda Nild             |     |     |
| Dự bị:                  |    |                          |     |     |
| TĐ                      | 6  | Pikul Khueanpet          |     | 35' |
| TĐ                      | 17 | Taneekarn Dangda         | 72' | 65' |
| TĐ                      | 13 | Orathai Srimanee         |     | 71' |
| Huấn luyện viên:        |    |                          |     |     |
| Nuengrutai Srathongvian |    |                          |     |     |

| Cầu thủ xuất sắc nhất trận đấu: Alex Morgan (Hoa Kỳ) Trợ lý trọng tài: Mariana de Almeida (Argentina) Mary Blanco (Colombia) Trọng tài bàn: Claudia Umpiérrez (Uruguay) Trọng tài sau cầu môn: Luciana Mascaraña (Uruguay) Trợ lý trọng tài video: Mauro Vigliano (Argentina) Giám sát trợ lý trọng tài video: José María Sánchez Martínez (Tây Ban Nha) Sarah Jones (New Zealand) |

## Chỉ trích
Đội tuyển nữ Hoa Kỳ đã bị chỉ trích bởi một số bình luận viên và cựu cầu thủ vì hành động ăn mừng bàn thắng của họ trong trận đấu. Họ cho rằng đội đang thiếu tôn trọng đối thủ. Tuy nhiên, cũng có các luồng ý kiến bảo vệ cho đội tuyển Hoa Kỳ, bao gồm các bình luận viên, cầu thủ trong đội và cả cầu thủ Thái Lan.
Thủ môn đội tuyển Thái Lan Sukanya Chor Charoenying cảm thấy rất thất vọng trước kết quả trận đấu, nhưng cũng cảm ơn cầu thủ Carli Lloyd vì đã an ủi cô sau trận.
Cựu cầu thủ Canada Kaylyn Kyle đã nhận được nhiều lời đe dọa đến tính mạng sau khi cô chỉ trích đội tuyển Mỹ trên sóng truyền hình sau trận đấu.

### Kết quả bảng F
| VT | Đội       | ST | T | H | B | BT | BB | HS  | Đ | Giành quyền tham dự                     |
| -- | --------- | -- | - | - | - | -- | -- | --- | - | --------------------------------------- |
| 1  | Hoa Kỳ    | 3  | 3 | 0 | 0 | 18 | 0  | +18 | 9 | Giành quyền vào vòng đấu loại trực tiếp |
| 2  | Thụy Điển | 3  | 2 | 0 | 1 | 7  | 3  | +4  | 6 | Giành quyền vào vòng đấu loại trực tiếp |
| 3  | Chile     | 3  | 1 | 0 | 2 | 2  | 5  | −3  | 3 |                                         |
| 4  | Thái Lan  | 3  | 0 | 0 | 3 | 1  | 20 | −19 | 0 |                                         |